# NTC Poprad
NTC Poprad (slovensky Národné tréningové centrum Poprad) je fotbalové tréninkové centrum včetně fotbalového stadionu ve městě Poprad. Je to druhé národní tréninkové centrum na Slovensku (první je NTC Senec). Své domácí zápasy zde hraje slovenský klub FK Poprad. Mohou jej využívat i zahraniční kluby pro svá soustředění.
Unikátem je vyhřívání geotermální vodou, která přitéká ze sousedního aquaparku a zde se ochladí na požadovanou teplotu (max. 24 °C) pro odvedení do odpadního systému. Tímto způsobem se vyhřívají i vnitřní prostory budov na stadionu.

## Rekonstrukce
V prosinci 2012 podepsal Slovenský fotbalový svaz (SFZ) smlouvu s firmou SCORP na rekonstrukci popradského stadionu. První etapa rekonstrukce byla hotová během roku a stála 1,84 milionu eur. SFZ ji financoval z investičního programu UEFA HatTrick III. Podílel se i další investor, společnost AquaCity Poprad. Druhá etapa by měla stát cca 2 miliony eur a měla by být z velké části dotovaná z prostředků, kterou stát vyhradil pro rekonstrukci fotbalových stadionů. Po dokončení by stadion měl spadat do 3. kategorie UEFA, tzn. umožní pořádání reprezentačních zápasů všech věkových kategorií.
Oficiální inaugurace proběhla 5. listopadu 2013, při níž se za přítomnosti předsedy SFZ Jána Kováčika, představitelů UEFA, města Poprad a investora AquaCity Poprad odehrálo utkání slovenské a maďarské reprezentace do 15 let (remíza 0:0).
První ligový zápas odehrál FK Poprad na zrenovovaném stadionu 15. března 2014 proti týmu ŠK Futura Humenné a vyhrál jej 2:0.

### Etapy rekonstrukce
1. etapa rekonstrukce (2012 – 2013):
- byla zrenovována stávající tribuna s kapacitou 2 000 míst
- zřízeno vyhřívání hřiště s novým trávníkem o rozměru 105 × 68 metrů (geotermální energií)
- výstavba 4 stožárů s osvětlením (každý z nich je vysoký 37 m) - světla na 4 režimy (trénink, běžné utkání, národní televizní utkání, mezinárodní televizní utkání)

2. etapa rekonstrukce (8. září 2014 – 11. prosince 2014):
- výstavba 3 nových tribun kolem hřiště s celkovou kapacitou 3 700 míst (celková kapacita tak vzrostla na 5 700 míst)
- zřízení sociálního zázemí (bufety, toalety, ošetřovny)
- výstavba přilehlé komunikace

3. etapa rekonstrukce (květen 2016–?):
- výstavba vedlejšího hřiště, zejména pro tréninky
- kamerový systém, ozvučení, světelná tabule, oplocení
- výstavba parkoviště a dalších infrastruktur